# Aepocerus pax
Aepocerus pax är en stekelart som beskrevs av Girault 1913. Aepocerus pax ingår i släktet Aepocerus och familjen fikonsteklar. Inga underarter finns listade i Catalogue of Life.